# اله (پادشاه)
اله بن بعشا چهارمین شاه شمالی اسرائیل بود که از خاندان بعشا بود که بعد از پدرش بعشا به حکومت رسید سرانجام  طبق روایت کتاب‌های پادشاهان اله و خانواده اش توسط فرمانده ارابه اش زیمری به قتل رسیدند و زیمری جانشین او شد.